# رابی بوث
رابی بوث (انگلیسی: Robbie Booth؛ زادهٔ ۳۰ دسامبر ۱۹۸۵) بازیکن فوتبال اهل بریتانیا است.
از باشگاه‌هایی که در آن بازی کرده‌است می‌توان به باشگاه فوتبال اسکلمرسال یونایتد، باشگاه فوتبال چستر، باشگاه فوتبال وارینگتون تاون، باشگاه فوتبال واکسول موتورز، باشگاه فوتبال بارسکو، باشگاه فوتبال ساوتپورت، باشگاه فوتبال تلفورد یونایتد، باشگاه فوتبال اورتون، باشگاه فوتبال کولوین بای، و باشگاه فوتبال درویلزدن اشاره کرد.